# یواس‌اس لنکستر (آی‌دی-۲۹۵۳)
یواس‌اس لنکستر (آی‌دی-۲۹۵۳) (به انگلیسی: USS Lancaster (ID-2953)) یک کشتی بود که طول آن 450' بود. این کشتی در سال ۱۹۱۸ ساخته شد.